# Мамлин, Геннадий Семёнович
Генна́дий Семёнович Ма́млин (1925—2003) — русский советский детский поэт, драматург, прозаик.

## Биография
Родился в Симферополе 7 ноября 1925 года. Окончил среднюю школу. В 1943 году был призван в РККА, служил командиром взвода противотанковой артиллерии. 
После войны руководил литературным клубом при Доме пионеров. Первая публикация состоялась в 1950 году. Писал стихи, песни, сказки, инсценировки для радио, стихотворные конферансы для радиопередач. В 1955 году издаётся первая книжка стихов для детей. В 1961 году выходит повесть «А с Алёшкой мы друзья». Автор инсценирует её для постановки в Ленинградском ТЮЗе и с этого времени полностью переключается на драматургию для детей.
Член Союза писателей СССР с 1960 года. Жил в Москве. Лауреат премии «Венец» (2000).
Отец кинорежиссёра Никиты Тягунова.
Умер Г. С. Мамлин 2 февраля 2003 года. Похоронен на Пятницком кладбище Москвы.

### Проза
- А с Алёшкой мы друзья: Повесть / Худож. И. Бруни. М.: Мол. гвардия, 1961. — 173 с.
- Комсомольское поручение Семёна Кравчука. М.: Знание, 1962. — 48 с.

### Поэзия
- Весёлая зима: [Стихи] / [Рис. В. Дегтярёва]. М.: Росгизместпром, 1955. — [10] с.
- Про утёнка: [Стихи] / [Рис. В. Дегтярёва]. М.: Росгизместпром, 1955. — [10] с.
  - [То же]. М.: Росгизместпром, 1956. — [10] с.
- Самый смелый: [Стихи] / [Рис. А. Давыдовой]. [М.]: Росгизместпром, 1955. — [10] с.
- Никита Снегирёв: [Стихи] / Рис. Г. Валька. М.: Детгиз, 1956. — 56 с.
  - [То же]. М.: Детгиз, 1960. — 63 с.
- Бабушка и внучка: [Стихи] / [Рис. А. Давыдовой]. М.: Росгизместпром, 1957. — [10] с.
- Два один: [Стихи] / [Разработка сюжета А. Ф. Гарнича; Илл.: Г. Н. Карлова]. М.: Дет. мир, 1958. — [16] с.
- Забор: [Стихи] / [Худож. Л. Гладнева]. [М.]: Дет. мир, 1958. — [10] с.
- Лекарство от лени: Стихи / Рис. Л. Токмакова. [М.]: Мол. гвардия, 1959. — 78 с.
- Ножик: [Стихи] / [Илл.: В. Курчевский]. [М.]: Дет. мир, 1959. — [8] с.
- Про деда Романа: Сказки. [В стихах] / [Илл.: Г. Сундырев]. М.: Детгиз, 1959. — 31 с.
- Кошкин обед: [Стихи] / [Худож. Л. Гамбургер]. [М.]: Дет. мир, 1960. — [10] с.
- Мальчик-наоборот: [Стихи] / [Худож. Г. Алимов]. М.: Дет. мир, 1961. — [16] с.
- О том, как остался дурак дураком: [Сказка. В стихах] / Худож. В. Волович. [М.]: Дет. мир, 1961. — [20] с.
- Про мышей и про нерях: [Стихи] / [Илл.: Э. Беньяминсон и Н. Сувилло]. [М.]: Дет. мир, 1961. — [13] с.
- Двадцатый век и Вовка Бородин: Весёлые стихи / Рис. Е. Мигунова. М.: Детгиз, 1962. — 63 с.
- Пирог: [Сказка в стихах] / Худож. П. Караченцов. М.: Дет. мир, 1962. — [12] с.
- Сказка о Вовке-пятикласснике, волшебном орешке и времени, которое нельзя обмануть. [В стихах]. [М.: Сов. Россия, 1963]. — 28 [12] с.
- Друзья-приятели: Стихи / Рис. Г. Мазурина. М.: Дет. лит., 1969. — 111 с.
  - То же. М.: Дет. лит., 1976. — 111 с.

### Драматургия
- Приключение Минутки: пьеса-загадка, 1956.
- А с Алёшкой мы друзья…: комедия в 2-х ч. М., 1963. — 66 л.
- Чудеса в полдень: комедия в 2-х д. М., 1964. — 70 л.
- Обелиск: драма в 2-х д. М., 1965. — 75 л.
  - [То же]. М.: Искусство, 1967. — 63 с.
  - [То же]. М.: 1977. — 82 л.
- Фейерверк: Комедия в 2-х д. М., 1965. — 72 л.
- Чудеса в полдень, или Как аукнется, так и откликнется. — А с Алёшкой мы друзья. — Фейерверк: Весёлые пьесы. [М.]: Мол. гвардия, 1966. — 167 с.
- Эй ты, — здравствуй!: Пьеса в 2-х д., 8-ми карт. М., 1968. — 83 л.
  - [То же]. М.: Искусство, 1972. — 56 с.
- Антонина: Пьеса в 2-х д. М., 1972. — 69 л.
- Парадный вход: Пьеса в 3-х актах, 6 карт. М., 1973. — 82 л.
- Поговорим о странностях любви…: Пьеса в 2-х ч. М., 1975. — 62 л.
- Пришелец: Почти фантаст. комедия в 2-х д., 4-х карт. М., 1977. — 83 л.
- Поговорим о странностях любви: Сб. пьес. М.: Сов. Россия, 1977. — 112 с. Содерж.: Поговорим о странностях любви…; Антонина / Г. Мамлин. Сеанс одновременной игры на пяти досках / В. Азерников.
- Путешествие на юг: Пьеса в 2-х д. М.: ВААП, 1978. — 77 л.
- Салют динозаврам!: Пьеса в 2 д., 8 карт. М.: ВААП-Информ, 1979. — 72 л.
- «В траве сидел кузнечик»: Пьеса в 2-х д. М.: ВААП-Информ, 1981. — 76 л.
- Двойка с плюсом или Воспитание на отрицательном примере: Комедия в 2 актах, 6 карт. М.: ВААП-Информ, 1982. — 66 л.
- Колокола: Драм. история в 2-х д. М.: ВААП-Информ, 1982. — 85 л.
- Путешествие на юг: Пьесы. М.: Сов. писатель, 1983. — 319 с. Содерж.: Эй ты, здравствуй!; Антонина; Поговорим о странностях любви; Путешествие на юг; Салют динозаврам!; Колокола.
- Домашний эксперимент: Драм. фантазия в 2-х д. с прологом на небесах. М.: ВААП-Информ, 1984. — 67 л.
  - [То же] // Современная драматургия. 1985. № 4. С. 54—80.
- Закулисная история: Лёг. комедия на серьёз. тему. М.: ВААП-Информ, 1985. — 67 л.
- Подкова: Назид. комедия в 2 д. М.: ВААП-Информ, 1985. — 72 л.
- Алмазное горе: Пьеса-сказка в 2 д. М.: ВААП-Информ, 1986. — 80 л.
  - [То же] // Современная драматургия. 1999. № 2. С. 67—91.
- Без страха и упрёка: Романт. комедия в стихах в 2 д. М.: ВААП-Информ, 1986. — 166 л.
  - [То же]. М.: Лит.-театр. агентство «Сюжеты», 2000. — 131 л.
- В двух шагах от конца света: пьеса-притча в 2 д., 8 карт. — М.: ВААП, 1988. — 83 л.
- Жизнь: пьеса в 2 д., 7 карт. — М.: ВААП, 1988. — 82 л.
  - [То же] // Театр. 1991. № 8. С. 145—167.
- В двух шагах от конца света / Г. Мамлин; Двое в пылающей реке / О. Сосин: [Пьесы]. М.: Сов. Россия, 1989. — 126, [2] с.
- Гений // Современная драматургия. 1992. № 1. С. 99—107.
- На последнем вираже: Мелодрама в классическом стиле в 2-х д. — М.: Лит.-театр. агентство «Сюжеты», 2000. — 63 л.
- Про козлёнка: пьеса. — М.: Сюжеты, 2005. — 19 л.
- Салют динозаврам!: пьесы. — М.: ВЦХТ, 2009. — 159 с. — (Репертуар для детских и юношеских театров; № 3) (Я вхожу в мир искусств: репертуарно-методическая библиотечка). Содерж.: Салют динозаврам!; Алмазное горе; Эй ты, — здравствуй!